# 生き事
『生き事』（いきごと）は現代詩の同人雑誌。2005年夏に創刊。松下育男の呼びかけにより阿部恭久、佐々木安美が創刊時の同人。その後3号で岩佐なを、4号で廿楽順治、8号で柿沼徹が同人として参加。編集、出版は生き事書店（9号現在、佐々木安美の住所）。

## 既刊
創刊号(2005夏)阿部恭久「身の遣る瀬」他、佐々木安美「小詩集・世界のごく限られた一点を」、松下育男「火山」
2号(2006夏)阿部恭久「九月のひかり」他、松下育男「国語」他、表紙画・日比野光希子
3号(2007夏)岩佐なを「幻帖」、阿部恭久「個人のはじめの名前」、松下育男「ほかのものがみたい」、表紙画・大野隆司
4号(2008秋)廿楽順治「化車」、阿部恭久「モダンをつづく、」、岩佐なを「続幻帖」、松下育男「コーヒーに砂糖は入れない」、表紙画・小方正法
5号(2009秋)廿楽順治「漏刻」、柴田千晶「狢/錆色の月」、岩佐なを「乾物台車/はだか脳」、佐々木安美「アラジンの意味」、越智洋「かんじんなことは目に見えないか」、阿部恭久「働き者」他、清水哲男「味のわたし」、松下育男「初心者のための詩の書き方」、表紙画・宇田川新聞
6号(2010夏)岩佐なを「銅版画苦楽部」、阿部恭久「瞬く旧惑星」「旧惑星」、高階杞一・松下育男(共詩)「風の引き出し」、土肥あき子「あらは」、佐々木安美「ましら」、廿楽順治「ライトヴァース」、表紙画・高橋千尋
7号(2011秋)小池昌代「皮の手袋」、岩佐なを「海町」、阿部恭久「近代」「食ふ輩」「生き事」、廿楽順治「人名詩」、高階杞一・松下育男(共詩)「川沿いの道」、表紙画・辻憲
8号(2014春)阿部恭久「仏の事」「船は出る」、岩佐なを「指ざわり」、柿沼徹「虫の来歴」「濁音の境」、佐々木安美「途方流木」、廿楽順治「松田正平展」、表紙画・岩佐なを
9号(2014秋)柿沼徹「鳥獣の境」、岩佐なを「Ｃパン」、阿部恭久「素敵（俳句１７句）」、廿楽順治「夜の目測（ジャージ経、竹林の経営、側面光、書体の声、夜の目測）」、佐々木安美「巨大な石」、表紙画・岩佐なを